# Pelecanus onocrotalus
El pelícano común (Pelecanus onocrotalus) es una especie de ave pelecaniforme de la familia Pelecanidae. 
Es un ave muy grande de plumaje blanco, cuello y pico largos y bolsa amarilla extensible. Longitud de 140-160 cm, con una envergadura de alas de 390 cm y un peso de 10-20 kg. No hay dimorfismo sexual en el plumaje. Tiene alas anchas con las puntas negras, el borde posterior también negro y el cuello retraído (forma de S). Tiene un vuelo lento parecido a las garzas y garcetas.

## Descripción

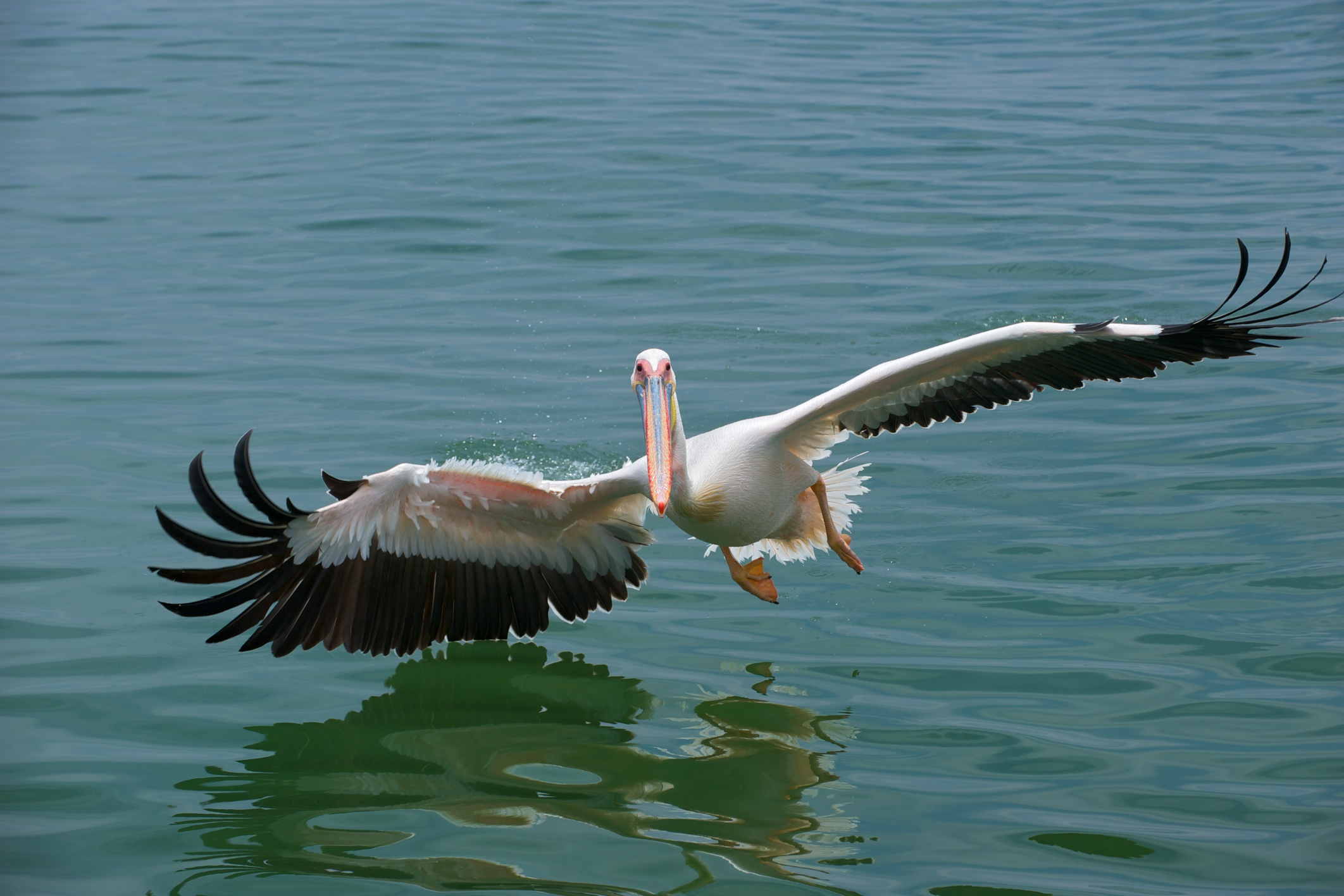
Pelicano volando a ras de agua, en Namibia.

Es una de las aves de mayor envergadura. Su envergadura alar puede ir de los 260 cm a los 360 cm, solo superado por algunas especies de albatros.
Su longitud total puede ir de 140 cm a 180 cm, incluyendo el enorme pico, que puede medir de 30 a 47 cm.
Los individuos inmaduros son de color grisáceo. Los adultos son blancos. Durante el celo los machos adquieren un tono rosado, y las hembras un tono levemente anaranjado.
Está muy bien adaptado a la vida en el océano. Su enorme pico le permite pescar grandes peces mientras vuela a ras de agua. Sus patas están palmeadas, facilitándole el despegue y el aterrizaje en la superficie del mar. Se le ha observado volar distancias superiores a los 100 km en un día para procurarse el alimento necesario.

## Hábitat y cría
El pelícano común es residente en el sureste de Europa, Asia y África. Nidifica en amplias superficies pantanosas y deltas fluviales. Las zonas más conocidas son el delta del Danubio en Rumania y la bahía de Walvis en Namibia. Pelícanos europeos suelen migrar a África durante los meses del invierno. Cría unos 14 días entre los meses de mayo a julio (1-3 huevos).

## Galería de imágenes

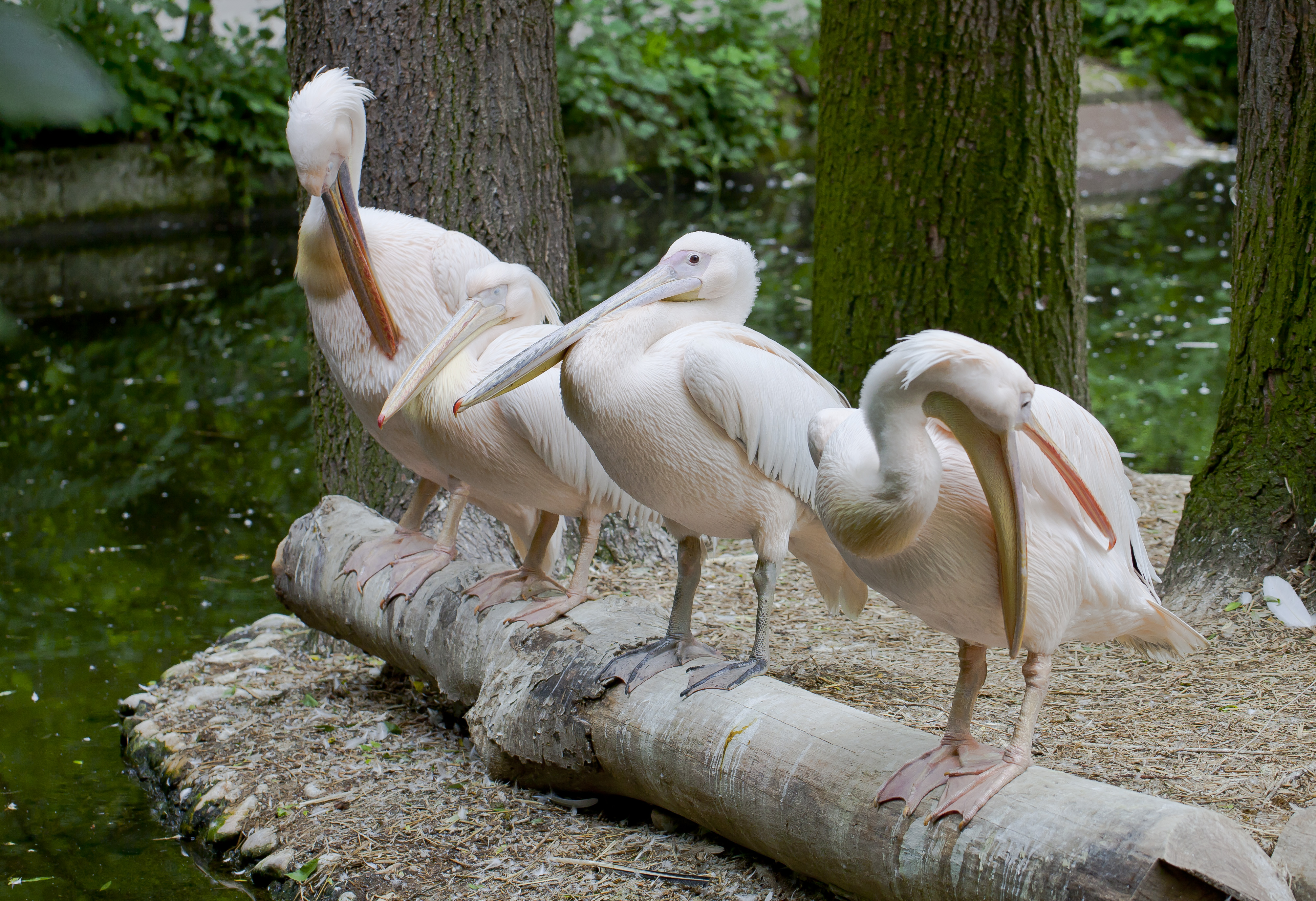
Grupo de pelícanos.
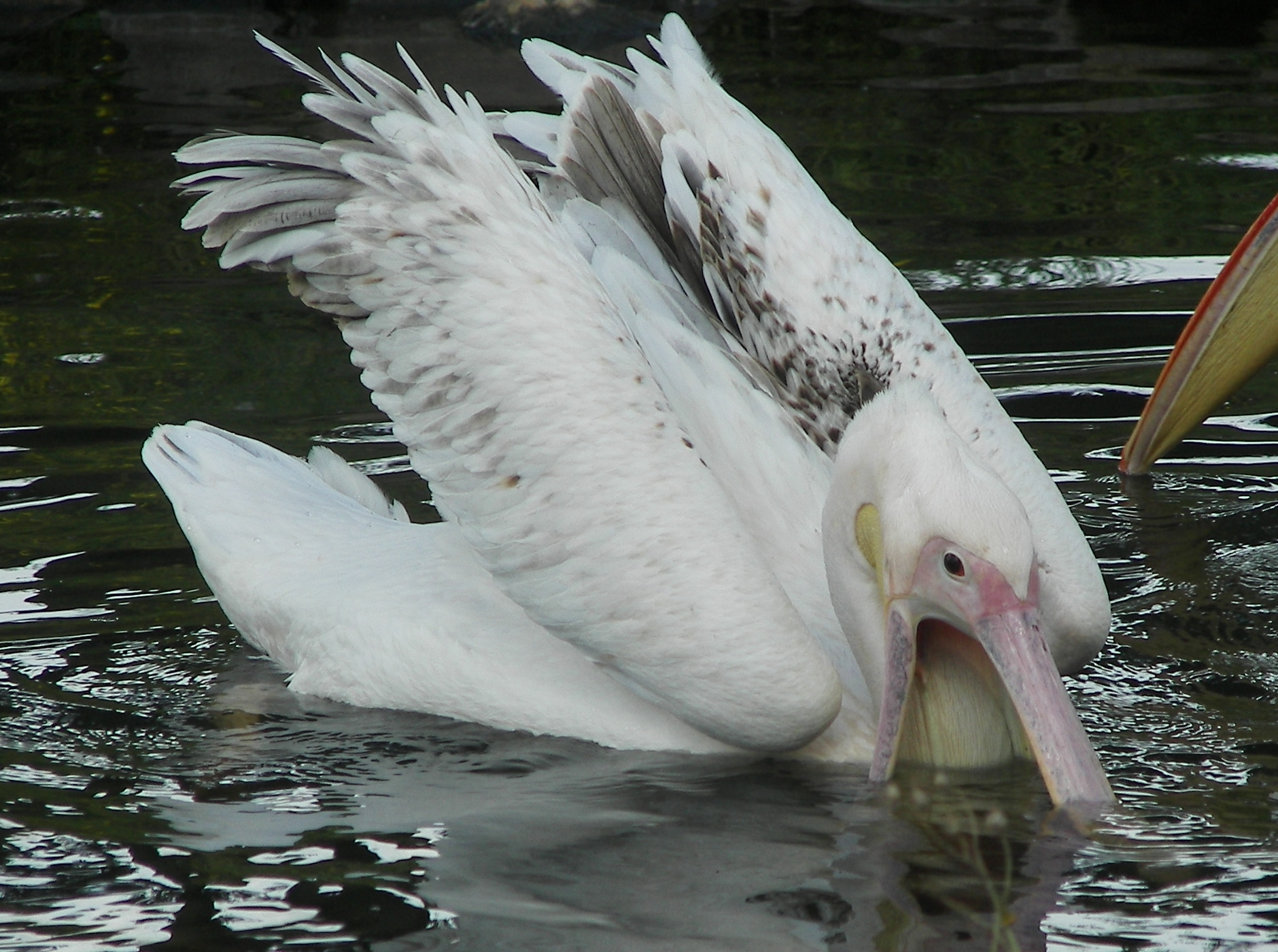
Pelicano pescando.
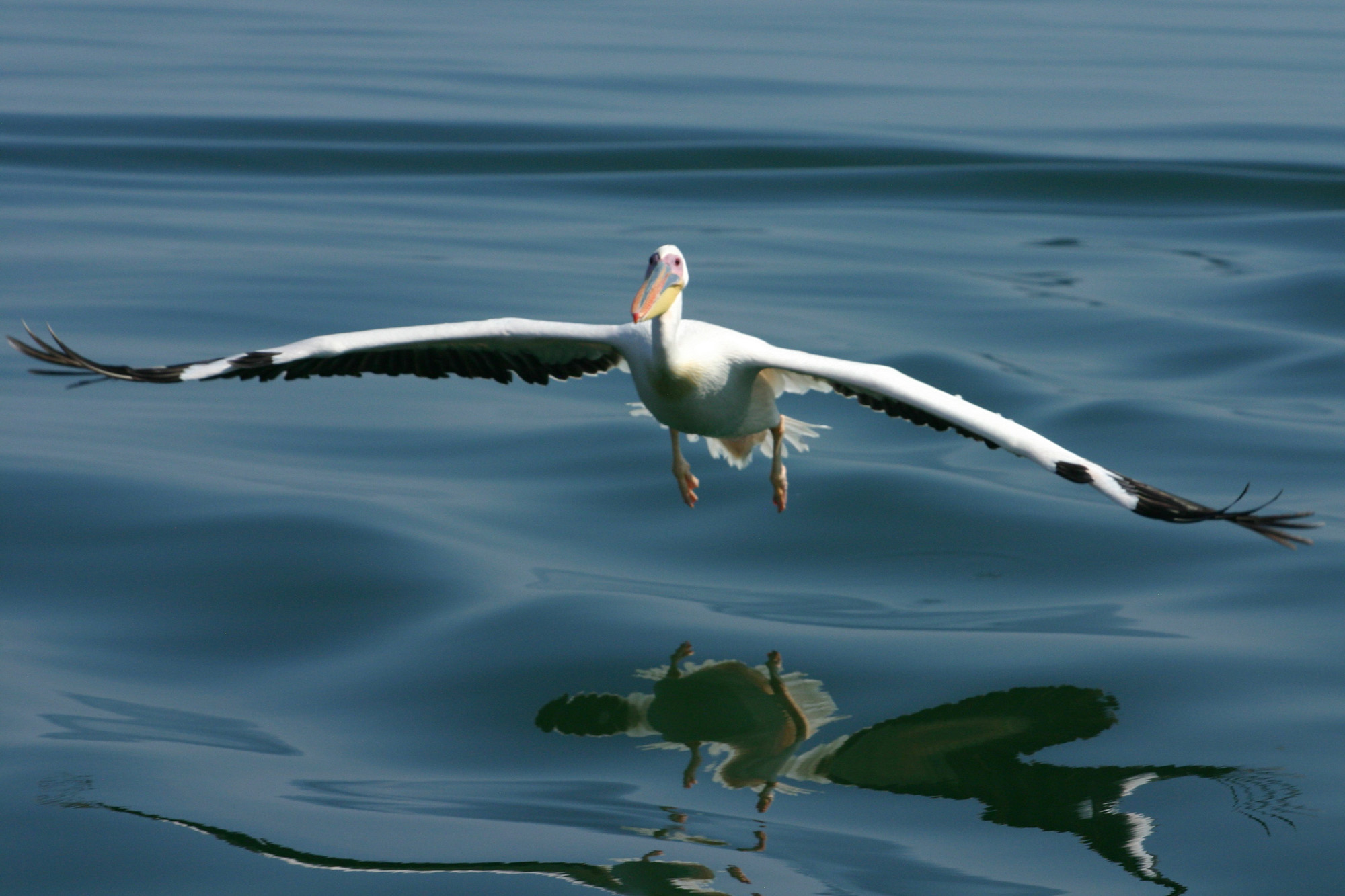
Pelícano en vuelo.
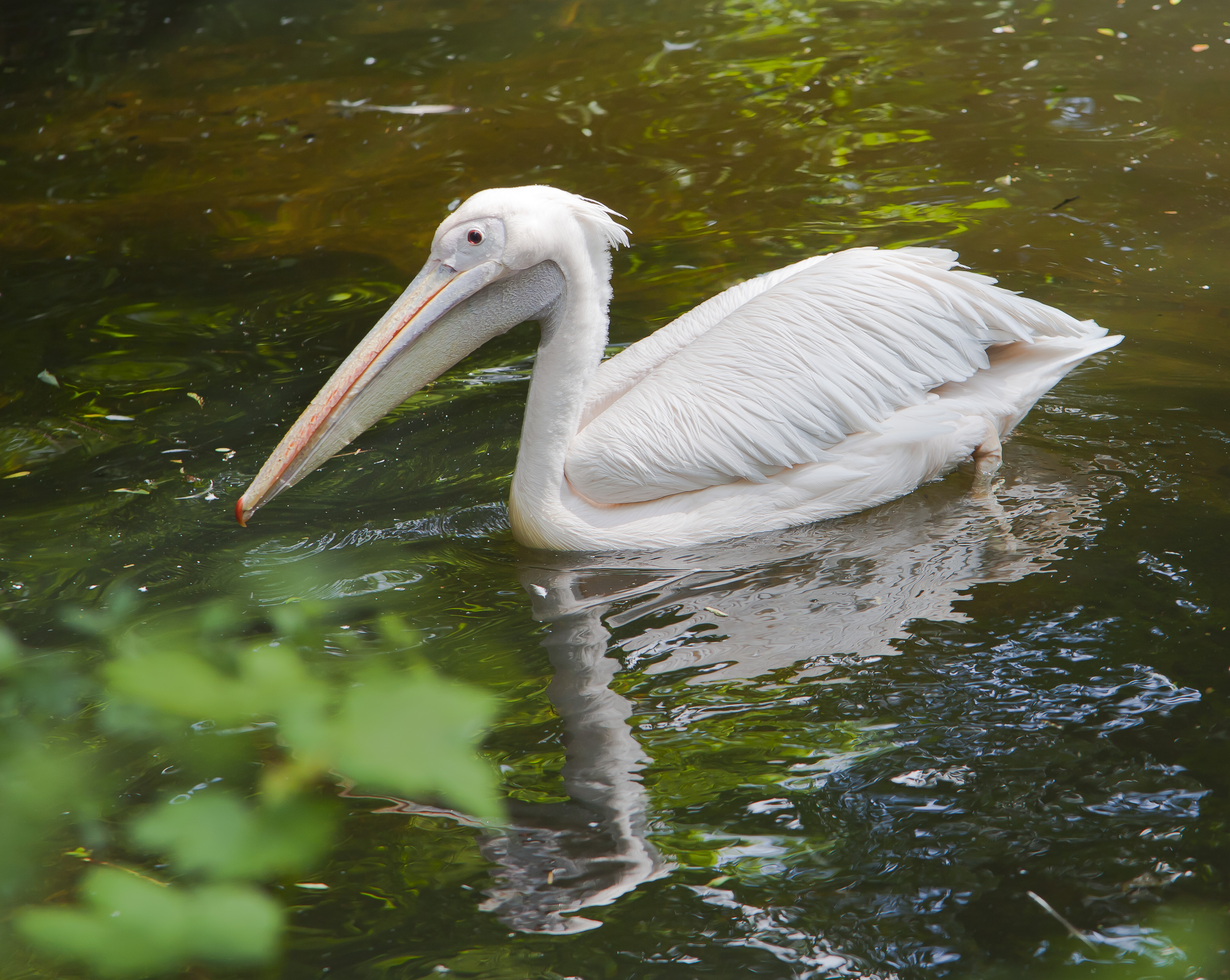
Ejemplar nadando.
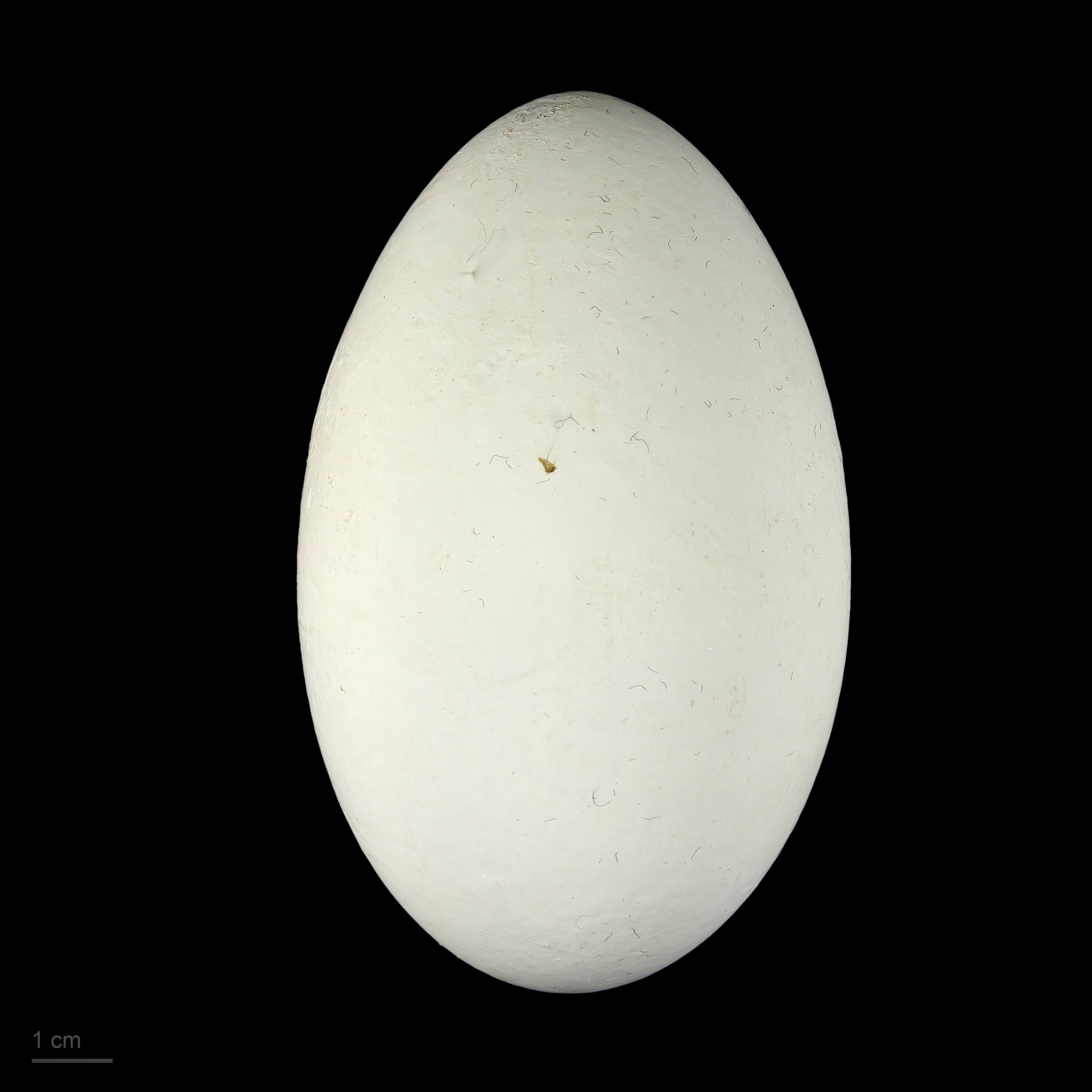
Pelecanus onocrotalus - MHNT